# Ernst Dahlke
Ernst Reinhold Hugo Dahlke (* 19. März 1877 in Grünewald, Kreis Neustettin; † 1960) war ein deutscher Musikpädagoge.

## Leben
Ernst Dahlkes Vater Reinhold Dahlke war Lehrer.
Er selbst besuchte das Lehrerseminar in Köslin, legte im September 1897 die erste und im Januar 1900 die zweite Volksschullehrerprüfung ab. Seit 1898 befand er sich im öffentlichen Schuldienst. Mitte 1906 bestand er an der Universität Greifswald die Turnlehrerprüfung und 1908 in Leipzig die zum Gesangslehrer. 1912 bestand er in Berlin die akademische Gesangslehrerprüfung.
Dahlke wirkte als Musiklehrer an der Oberrealschule in Dortmund und war Schriftleiter der Halbmonatsschrift für Schulmusikpflege, die 1920–1930 bei Baedeker in Essen erschien. Zudem gab er Schulliederbücher heraus und wirkte als Komponist.
Zum 1. Mai 1933 trat er der NSDAP bei (Mitgliedsnummer 3.282.623).
Sein Sohn war der Schauspieler Paul Dahlke.

## Veröffentlichungen (Auswahl)
- mit Robert Jeuckens: Die Musik : Hilfsbuch für den Musikunterricht an höheren Lehranstalten ; U III bis O I. 2. Auflage. Baedeker, Essen 1930, OCLC 258037594.
- Chorbuch. Baedeker, Essen 1926, OCLC 258131239.
- Neubearbeitung von Ludwig Erks und Wilhelm Greefs: Weltliche und geistliche Lieder zu zwei und drei Stimmen, auch mit einer Männerstimme, ohne und mit Begleitung, mit einem kurzen Aufriß über das Werden der Musik und ihre Meister. Baedeker, Essen 1928, OCLC 248645087.
- Neubearbeitung von Ludwig Erks und Wilhelm Greefs: Ein- und mehrstimmige Lieder mit und ohne Instrumente, Lieder mit Klavierbegleitung, Instrumentalstücke. mit einem Anhang über Formenlehre, Instrumentalkunde und Musiklehre : für Volks- und Mittelschulen. Baedeker, Essen 1928, OCLC 248644629.
- Theorie und Geschichte der Musik; mit kleinem Musiklexikon. L. Schwann, Düsseldorf 1933, OCLC 11985947.
- als Hrsg.: Matteo Carcassi, Sonatinen und Capricen, op. 1 und op. 26. B. Schott’s Söhne, Mainz (= Gitarren-Archiv. Bands 5).
- als Hrsg.: Matteo Carcassi, 24 kleine Stücke, op. 21. B. Schott’s Söhne, Mainz (= Gitarren-Archiv. Band 6).